# Curling na Zimowych Igrzyskach Olimpijskich Młodzieży 2024
Podczas IV Zimowych Igrzysk Olimpijskich Młodzieży rozgrywane były dwa turnieje w curlingu: mikstowy oraz par mieszanych. Curlerzy rywalizowali między 20 stycznia a 1 lutego 2024 w hali Gangneung Curling Centre, w Gangneung.

## Terminarz
| Data             | Godzina | Miejscowość | Konkurencja          | Złoto           | Srebro | Brąz              |
| ---------------- | ------- | ----------- | -------------------- | --------------- | ------ | ----------------- |
| 25 stycznia 2024 | 14:30   | Gangneung   | Finał par mieszanych | Wielka Brytania | Dania  | Szwajcaria        |
| 1 lutego 2024    | 13:00   | Gangneung   | Finał mikstów        | Wielka Brytania | Dania  | Stany Zjednoczone |

## Klasyfikacja medalowa
*   Gospodarz ( Korea Południowa)
| Miejsce | Reprezentacja     | Złoto | Srebro | Brąz | Razem |
| ------- | ----------------- | ----- | ------ | ---- | ----- |
| 1       | Wielka Brytania   | 2     | 0      | 0    | 2     |
| 2       | Dania             | 0     | 2      | 0    | 2     |
| 3       | Stany Zjednoczone | 0     | 0      | 1    | 1     |
| 3       | Szwajcaria        | 0     | 0      | 1    | 1     |
| Razem   | Razem             | 2     | 2      | 2    | 6     |